# Harrison (nome)
Harrison  è un nome proprio di persona inglese maschile.

## Origine e diffusione
Riprende il cognome inglese Harrison, che è un patronimico di epoca medievale avente il significato di "figlio di Harry". Harry è una vecchia forma vernacolare di Henry (Enrico in inglese), ma può anche essere usata come ipocoristico dello stesso Harrison.
Come nome proprio è in uso dal XVII secolo.

## Onomastico
Il nome è adespota, ovvero non è portato da alcun santo. L'onomastico si può festeggiare il 1º novembre, giorno di Ognissanti.

## Persone

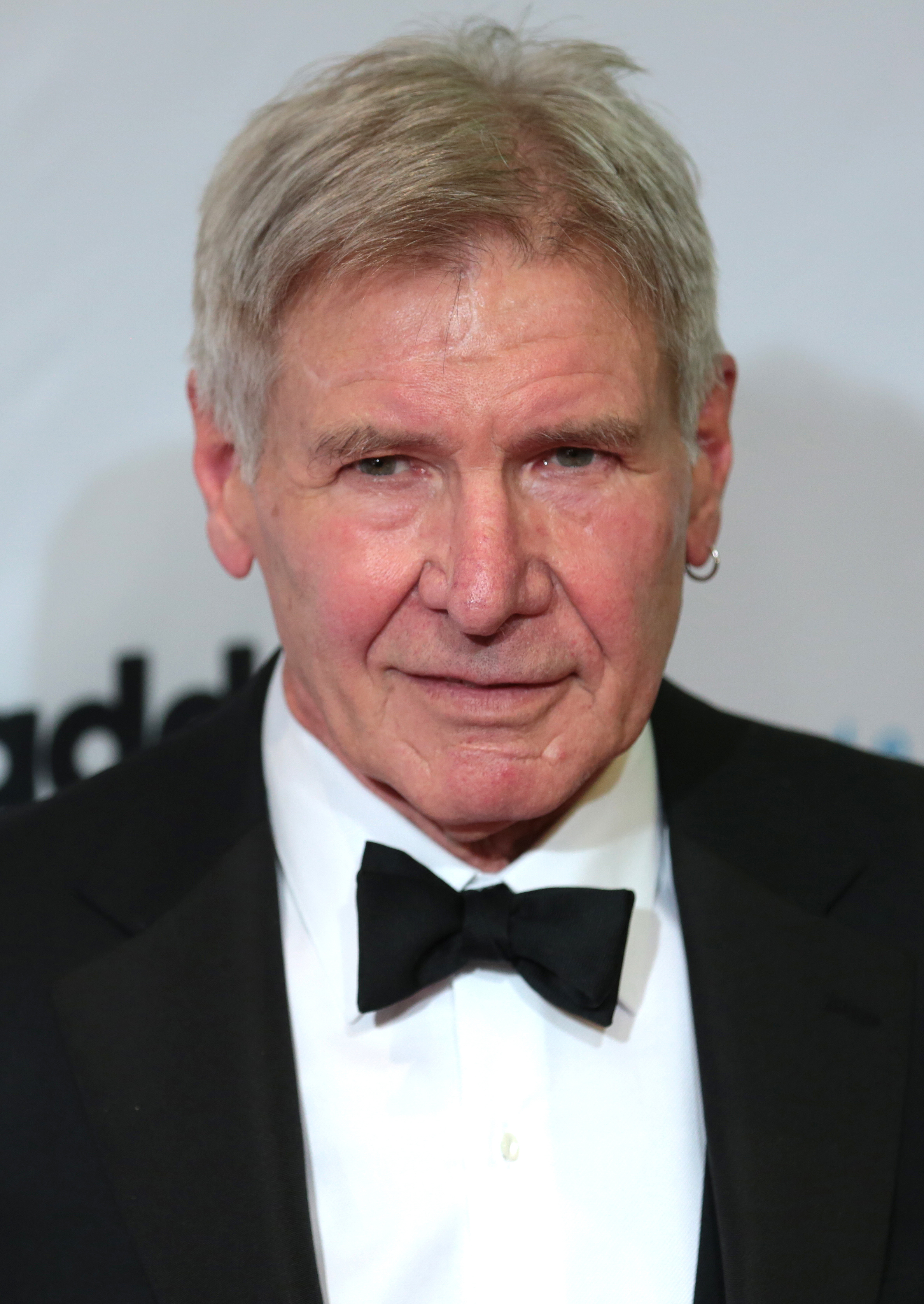
Harrison Ford

- Harrison Allen, anatomista statunitense
- Harrison Barnes, cestista statunitense
- Harrison Butker, giocatore di football americano statunitense
- Harrison Fisher, illustratore statunitense
- Harrison Ford (n. 1884), attore statunitense
- Harrison Ford (n. 1942), attore statunitense
- Harrison Gilbertson, attore australiano
- Harrison Gray Otis, militare, editore e imprenditore statunitense
- Harrison Gray Otis, imprenditore, avvocato e politico statunitense
- Harrison Ludington, politico statunitense
- Harrison Schmitt, scienziato, astronauta e politico statunitense
- Harrison Smith, giocatore di football americano statunitense